# Литовченко Катерина Іванівна
Катерина Іванівна Литовченко (нар. 14 грудня 1948, Свердловськ) Ворошиловоградська область, Українська РСР — пом. 16 липня 2012, Свердловськ, нині — Довжанськ Луганська область) — українська художниця, через важку травму, отриману в дитинстві — малювала ротом.

## Життєпис
Катерина Литовченко народилася в місті Свердловську Луганської (тоді — Ворошиловградської) області в 1948 році. З 12 років почала займатися в цирку, віддавала перевагу повітряної гімнастики.
25 червня 1966 року закінчила 9 класів Луганської середньої школи № 7. Після цього вступила до місцевого торговельного професійно-технічного училища.
Весь цей час вона наполегливо тренувалася в цирковому колективі Будинку культури імені Я. М. Свердлова". Постійні щоденні заняття зробили свою справу, і трупа стала виступати спочатку в області, а потім — у містах по всьому СРСР.
1 червня 1968 року стався нещасний випадок: під час відпрацювання стрибків на батуті, 20-річна Катерина впала з висоти, отримавши перелом шийного хребця. З цього часу все життя була прикута до ліжка, отримала інвалідність I групи.
У товаристві інвалідів «Мужність» познайомилася з його головою Миколою Зайцевим, який надихнув її до подальшого розвитку. Поступово розвивала м'язи шиї, опанувала самостійно написання текстів, з допомогою ручки, затиснутою в зубах.
З 1993 року почала малювати фломастером, олівцем затиснутим у зубах.
За весь час було створено понад 300 робіт, які виставлялися на виставках у США, Голландії, Бельгії та багатьох інших країнах світу.
Свої роботи, в основному, дарувала.
Померла Катерина Литовченко 16 липня 2012 року через інсульт, що стався вже вдруге. 44 роки творча дивовижна людина, але сильна духом особистість була прикута до ліжка.

## Нагороди та премії
29 листопада 1996 року Указом Президента України Леоніда Кучми, Катерині Литовченко було присвоєно звання «Заслужений художник України».
У 2003 році міжнародним благодійним фондом «Святої Марії» присвоєно почесний титул «Українська Мадонна».